# Yves Mersch
Yves Mersch (Città di Lussemburgo, 1º ottobre 1949) è un giurista e banchiere lussemburghese, governatore della Banca centrale del Lussemburgo dalla sua costituzione nel 1998 fino al 2012 e membro del Comitato esecutivo della Banca centrale europea dal 2012.

## Biografia
Mersch si è laureato in giurisprudenza nel 1973 presso l'Università di Parigi 1 Panthéon-Sorbonne, si è specializzato nel 1974 in diritto pubblico internazionale sempre presso la stessa università dove si è anche laureato in scienze politiche nel 1975.
Mersch è stato assistente del direttore esecutivo belga dell'FMI tra il 1976 e il 1978 e successivamente è stato per breve tempo consulente finanziario presso la Rappresentanza permanente del Lussemburgo a New York.
Tra il 1989 e il 1998, Mersch è stato Direttore del Tesoro e componente degli esperti del Ministero delle Finanze per i negoziati che hanno portato al Trattato di Maastricht. Ha rifiutato l'opportunità di dirigere una direzione generale della Commissione europea sotto il presidente Jacques Santer nel 1995. Ha partecipato alla riunione del Consiglio europeo del 1988 ad Hannover che ha rilanciato il processo di unione monetaria.
Nel 2010, Mersch ha perso contro Vítor Constâncio, nominato vicepresidente della Banca centrale europea per un mandato di otto anni, con funzioni di supervisione bancaria.

### Banca centrale europea, 2012 – presente
Nel dicembre 2012 Mersch è membro del Comitato esecutivo della Banca centrale europea, subentrando a José Manuel González Paramo. Il governo spagnolo, sotto il primo ministro Mariano Rajoy, aveva in precedenza bloccato la nomina di Mersch sostenendo invece la candidatura di Antonio Sáinz de Vicuña. Anche il Parlamento europeo si era opposto alla sua nomina, sostenendo che il consiglio di amministrazione della BCE avrebbe dovuto comprendere almeno una donna. Il rifiuto dei parlamentari ha lasciato per sei mesi vacante il posto ai vertici della banca.
Il presidente della Banca centrale europea, Jean-Claude Trichet, lo ha poi incaricato di lavorare insieme a Constâncio sull'unione bancaria dell'Eurozona. Poiché sia i governatori delle banche centrali nazionali che i membri del comitato esecutivo della Banca centrale europea siedono nel suo consiglio direttivo, Mersch è membro del consiglio direttivo sin dai suoi inizi.

## Dichiarazioni pubbliche
Il 19 marzo 2008, Mersch ha ammonito le banche per una gestione del rischio inadeguata, ma ha insolitamente assunto un tono da "colomba" per quanto riguarda il futuro percorso dell'economia europea.
Mersch è stato considerato relativamente "un falco" sulla politica dei tassi di interesse. Mentre nel maggio 2010 ha espresso preoccupazione per il programma di acquisto del debito incondizionato di Jean-Claude Trichet, ha però sostenuto - a differenza del tedesco Jens Weidmann - il piano di Mario Draghi per l'acquisto di titoli di Stato.
Alla fine di giugno 2011, parlando durante l'assemblea generale annuale della Banca dei regolamenti internazionali a Basilea, ha detto, quando gli è stato chiesto cosa sarebbe accaduto se la Grecia fosse stata inadempiente sui suoi debiti: "Il caos" Nel rapporto è stato descritto come "un membro chiave" del Consiglio direttivo della BCE.

## Altre attività

### Organizzazioni internazionali
- Banca europea per la ricostruzione e lo sviluppo (BERS), governatore supplente
- Banca europea per gli investimenti (BEI), membro del comitato di gestione
- Banca di sviluppo del Consiglio d'Europa (CEB), membro del consiglio di amministrazione
- Fondo internazionale per lo sviluppo agricolo (IFAD), governatore
- Financial Stability Board , eletto copresidente del gruppo consultivo regionale per l'Europa (2011-2012) [1]
- International Islamic Liquidity Management Corporation (IILM), vicepresidente del consiglio di amministrazione (2010–12) [1]

### Organizzazione no profit
- Fondation de la Banque centrale du Luxembourg (Fondazione BCL), Presidente (2011–12)
- Luxembourg School of Finance Foundation (FLSF), membro del consiglio (2006-2012)
- The Bridge Forum Dialogue, Presidente (2000–12)
- Fondo monetario internazionale (FMI), governatore supplente per il Lussemburgo nel consiglio dei governatori (1998-2012)

## Vita privata
Mersch è sposato con l'economista malese Tengku Khatijah Ahmad e ha due figli. È stato un ginnasta competitivo fino all'età di 45 anni.